# Lambersart
Lambersart är en kommun i departementet Nord i regionen Hauts-de-France i norra Frankrike. Kommunen ligger i kantonen Lille-Ouest som tillhör arrondissementet Lille. År 2022 hade Lambersart 27 105 invånare.

## Befolkningsutveckling
Antalet invånare i kommunen Lambersart
| Referens: INSEE |